# Joaquim Montal i Fita
Joaquim Montal i Fita (Arenys de Mar, ? - Barcelona, 1913) va ser un empresari tèxtil català. És conegut per ser el primer de la nissaga tèxtil dels Montal: el 1882 va comprar la totalitat de l'empresa tèxtil Soler, Montal i Companyia, ubicada a Badalona.
En morir, els seus fills Agustí i Joaquim Montal Biosca van continuar l'empresa que, l'any 1929, es va transformar en societat anònima, amb la denominació d'Industrial Montalfita, SA. El seu net Agustí Montal i Galobart i posteriorment el seu besnet Agustí Montal Costa, van ser presidents del F.C Barcelona (durant els períodes 1946-1952 i 1969-1977), i continuaren estretament vinculats a l'empresa. És també nebot de Paula Montal i Fornés (1799-1889), religiosa fundadora de la Congregació Filles de Maria, religioses de les Escoles Pies.